# Rischio di cambio
Il rischio di cambio è un tipo di rischio di mercato relativo alla possibilità che variazioni dei tassi di cambio tra due valute portino ad una perdita del potere d'acquisto della moneta detenuta e alla conseguente perdita di valore dei crediti. Queste variazioni costituiscono anche un rischio finanziario per le imprese ed aziende che esportano o importano merci. La copertura e la gestione del rischio di cambio è necessaria alle aziende che hanno costi e ricavi in due valute diverse: aziende import, che importano materie prime (quotate in dollari) e quindi hanno costi in dollari, ma ricavi in euro provenienti dalle vendite in Europa. In Europa l'azienda export avrà invece costi in Euro e ricavi in dollari (se esporta negli Usa) o altra valuta. La gestione del rischio valutario porta alle aziende molti vantaggi:
- Consente di sterilizzare le oscillazioni valutarie di costi e ricavi
- Formulazione dei listini in valuta locale
- Certezza dei futuri flussi di cassa in valuta
- Sicurezza dei prezzi fissati nel contratto
- Certezza dei costi delle materie prime
- Migliora la pianificazione aziendale
- Difende il cambio di budget e il risultato d'esercizio

## Terminologia
- Transaction Exposure (esposizione al rischio di cambio): misura l'impatto di una variazione dei tassi di cambio sui futuri flussi di cassa delle obbligazioni in valuta estera
- Accounting Exposure: origina dalla conversione dei financial statement delle sussidiarie estere nella divisa di conto della casa madre
- Operating Exposure: misura gli effetti di una variazione dei tassi di cambio su futuri volumi di vendita, prezzi e costi.
- Hedging (copertura): riduzione della variabilità degli utili futuri dovuta al rischio di cambio
  - Pro: migliora la pianificazione, vantaggio del management verso gli azionisti, migliora la capacità di far fronte alle obbligazioni future
  - Contro: gestione del rischio di cambio comporta dei costi, operazioni di copertura benefica, motivi solo contabili
- Risk sharing: sono accordi commerciali in base ai quali l'acquirente ed il fornitore si dividono gli effetti delle variazioni dei tassi di cambio
- Back-to-back o credit swap, consiste nello scambio tra due imprese di prestiti denominati nelle divise dei rispettivi paesi per un periodo stabilito, parallelamente viene concluso l'accordo per la data di restituzione, tutto ciò è fatto al di fuori del mercato dei cambi, però è difficile trovare una controparte che abbia le stesse idee e c'è il rischio della mancata restituzione dei fondi
- Currency swap, unica differenza tra i primi è che non compaiono nei documenti contabili dell'impresa, è infatti un contratto in base al quale due controparti si accordano per scambiarsi sia capitali sia flussi di interesse maturati su un prestito espresso in una divisa contro un prestito equivalente in divisa diversa, liquidità elevata

## Transaction Exposure
La Transaction Exposure riguarda acquisti e vendite di beni e servizi in divisa estera da regolare ad un tempo t futuro, debiti o crediti in divisa estera, contratti a termine.
1. Fasi: Quotazione o quotation (tempo tra la quotazione e la chiusura dell'ordine), Evasione ordine o backlog (tempo di esecuzione dell'ordine), Fatturazione o billing (tempo tra emissione fattura e pagamento); L'esposizione potenziale nasce al momento della quotazione del prezzo t1, quando viene effettuato l'ordine t2 diventa effettiva in quanto il prodotto non è stato ancora spedito, questa esposizione permane fino a quando non avviene l'invio e la fatturazione, t3 che rimane fino al momento del pagamento t4
2. l'utilizzo dei forward per la copertura di esposizioni già esistenti crea delle esposizioni in cambi, si fissa la quantità oggi per l'acquisto fra 3 mesi
3. Approcci di risk management. Obiettivi: attività di servizio o centro di profitto; Posizioni coperte: solamente quelle contabilizzate o tutte; Strumenti utilizzati: solo forward o forward e options; Trans exp case: no hedge: non c'è nessuna copertura e l'azienda resta esposta al rischio di cambio; uso un contratto forward; copertura col money market; acquisto di call option

## Operating Exposure
Operating Exposure misura l'impatto delle variazioni dei tassi di cambio sul valore attuale dei futuri flussi operativi in divisa estera dell'impresa. Prende in esame come la TE i cash flow futuri; è soggettiva e si basa su stime relative ad uno stabilito orizzonte temporale, non su dati contabili ma sulle stime della pianificazione di cui è responsabile il management in quanto dipende dall'integrazione tra più strategie. 
Variazioni: attesa (non fa parte della OE); inattesa (variabilità della variazione attesa, è questa che comporta variazioni nel valore di mercato dell'impresa); impatto di variazioni inattese: Short-run (impatto sui risultati dell'anno infatti i prezzi o le divise non possono essere rinegoziate), Medium-run (se c'è l'equilibrio l'impresa può rinegoziare i prezzi per mantenere i livelli di cash flow attesi), Long-run (sui flussi di cassa attesi a lungo termine). Gestione strategica, cioè anticipare e influenzare gli effetti di variazioni inattese dei tassi di cambio piuttosto che semplicemente sperare che tutto vada bene, tramite: strategie di diversificazione sia della base operativa che delle fonti di approvvigionamento; gestione attiva dell'esposizione. 
- Diversificazione operativa: in questo caso il management può reagire in tempo e in maniera efficace allo squilibrio che si verifica, può usare varie strategie (ricerca di nuove fonti di approvvigionamento, spostamento della produzione nei paesi con meno costi, sposta le esportazioni e il marketing in aree più competitive), però spesso queste azioni possono risultare tardive e inefficaci.
- Diversificazione finanziaria: in questo caso l'impresa sarà avvantaggiata per poter beneficiare di una diminuzione del costo del capitale, essa però deve essere nota alla comunità finanziaria ed avere relazioni bancarie predefinite.

Le due fasi suddette possono essere gestite con specifiche tecniche finanziarie:
1. Cash flow match, modo per gestire un'esposizione strutturale ad una particolare divisa è quello di indebitarsi nella divisa stessa, così le entrate nella divisa estera possono usarsi per fare pagamenti in conto capitale ed interessi delle proprie obbligazioni
2. Accounting Exposure: rischio di conversione, origina per la conversione nella divisa di conto della casa madre nel financial statement a livello consolidato dei risultati delle sussidiarie, il problema è che per lacune poste vengono usati i tassi di cambio storici e per altre quelli correnti di mercato, vengono usati cambi diversi perché ci sono principi di conversione diversi e cambiano in base a due fattori principali: il grado di dipendenza della sussidiaria rispetto alla casa madre, la definizione della divisa operativa principale della sussidiaria.
Grado di dipendenza: Entità Estera Integrata, sono le sussidiarie che sono quasi delle estensioni della casa madre, divisa principale quella della casa madre; Entità Estera Autosufficiente, pochi rapporti tra di loro, la sussidiaria acquista e vende in divisa locale. 
Metodo di conversione: Al Cambio Corrente, tutte le poste sono convertite al tasso di cambio vigente al momento della conversione, profitti e perdite che ne derivano vanno messi in un apposito conto economico consolidato; Temporale, tutte le poste attive e passive sono convertite ai tassi di cambio vigenti al momento della loro costituzione, si avranno delle squadrature nel bilancio con l'utilizzo di più tassi di cambio, profitti e perdite sono messi nel consolidato. 
Coperture: Bilance Sheet Hedge, il cui obiettivo è quello di avere attività e passività esposte al rischio di cambio di pari ammontare, se ciò viene realizzato per ogni singola divisa il rischio di conversione verrà eliminato, gli effetti di una variazione sulle exposed liabilities verranno compensati da una pari variazione sugli exposed assets; o è possibile operare in un mercato forward per realizzare profitti che permettono di compensare le perdite dovute all'effetto conversione.